# Albin Emanuel Hellman

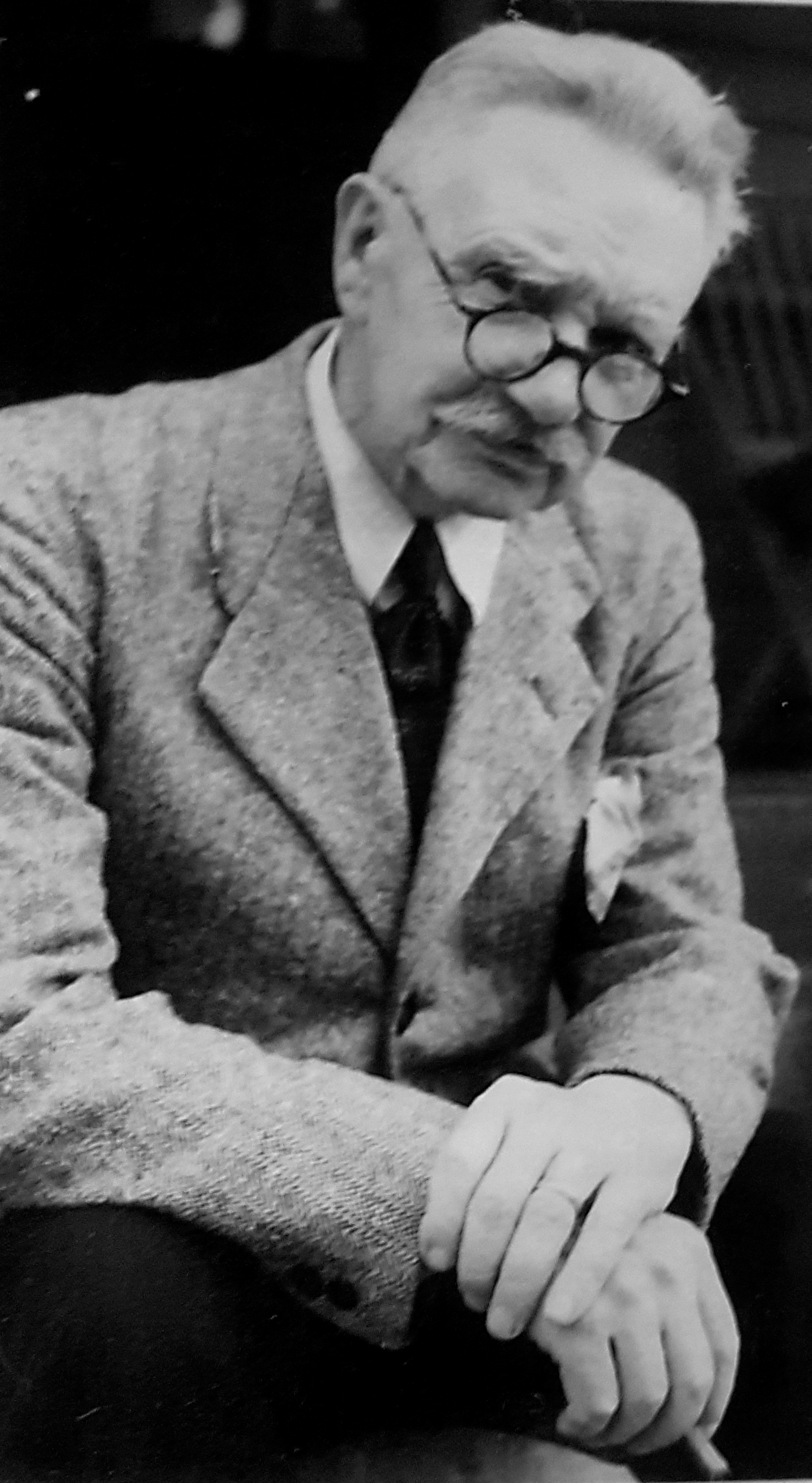
Albin Emanuel Hellman

Albin Emanuel Hellman, AE Hellman, född 11 augusti 1873 i Morlanda socken på Orust, död 1951, var en svensk folkskollärare, kantor och diktare.
Han var son till rotebåtsman i Ellös Samuel Andersson Hellman och Inger Johanna Nilsdotter samt från 1907 gift med Blenda Pettersson. Hellman utbildade sig till lärare i Göteborg med examen 1894. Därefter bodde han några år i Stenkyrka socken där han med mindre framgång drev en diversehandel. Därefter arbetade han en tid som lärare i Tystberga utanför Nyköping. När en tjänst som skolkantor blev ledig i Fröskog 1905 flyttade han till Dalarna där han träffade sin blivande fru. Under sin tid i Fröskog blev han en av huvudpersonerna i det då rikskända Skolbråket i Fröskog där han på vers och dikt skrev en anmälan mot ordföranden i skolrådet till Justitieombudsmannen. Han anmälan gav honom två månaders fängelse för ärekränkning och förbud att arbeta som lärare. Efter att han ansökt om nåd hos Kunglig Maj:t fick han åter arbeta som lärare och tjänstgjorde 1912–1913 i Orsa finnmarks skola i Hamra. Efter ett val av kyrkostämman i Tived 1913 valdes Hellman som organist, klockare och folkskollärare med tillträde 1 januari 1914. Som seden var i början av 1900-talet fick han flera kommunala förtroendeuppdrag och var under flera perioder ordförande i kommunalstämman, ledamot av barnavårdsnämnden och taxeringsnämnden. Som publicist medverkade han med artiklar, referat och dikter i Askersunds tidning och Mariestads Länstidning. Vid ärkebiskop Nathan Söderblom frånfälle skrev han en dikt som fick stor uppskattning och bifall från Svenska Akademien. Strax före andra världskriget skrev han poemet Pan-Europa som först publicerades i Göteborgsposten. Poemet översattes till flera språk och med en vädjan om fred sändes det till 147 mäktiga personer i Europa däribland Göring, Hitler och Mussolini. Neville Chamberlain var en av de få som svarade på brevet. Under hela sitt liv skrev han poesi och de äldsta bevarade dikterna är daterade på 1890-talet och några dikter tonsatte han själv.